# Conospermum spectabile
Conospermum spectabile (лат.) — кустарник, вид рода Коноспермум (Conospermum) семейства Протейные (Proteaceae), эндемик Западной Австралии. Цветёт с октября по ноябрь бело-голубыми цветками.

## Ботаническое описание
Conospermum spectabile — кустарник высотой до 80 см. Листья круглые, сигмовидные, 15-22 мм длиной, 0,2-0,4 мм шириной, раскидистые, с разбросанными волосками, особенно ближе к основанию. Соцветие — метёлка из колосьев. Околоцветник бело-голубой; трубка длиной 7-10 мм, пушистая; верхняя губа широкая яйцевидная, длиной 1-1,5 мм, шириной 2,5-3 мм, гладкая, синего цвета, более или менее загнута; нижняя губа объединена на 0,7-1 мм. Цветёт с октября по ноябрь. Плод этого вида не описан.

## Таксономия
Впервые этот вид был описан в 1995 году Элеонорой Марион Беннетт во Flora of Australia по образцу, собранному К. Гарднером в 1934 году на хребте Стерлинг.

## Распространение и местообитание
C. spectabile — эндемик Западной Австралии. Встречается в южном округе Большой Южный, где ареал ограничен хребтом Стерлинг. Растёт на песчаных почвах.

## Экология
Ареал C. spectabile ограничен исключительно песчаными карманами в западной части Национального парка хребта Стрлинг. Вид отличается от C. floribundum по гладкой верхней губе околоцветника и более крупным прицветникам.